# Calliostoma waikanae
Calliostoma waikanae là một loài ốc biển cỡ trung bình, là động vật thân mềm chân bụng sống ở biển thuộc họ Calliostomatidae.